# トーマス・ブレード
トーマス・ブレード（Thomas Blade、1975年9月20日 - ）は、1990年代から2000年代に掛けて活動した、ドイツ出身のプロレスラー。身長おおよそ176センチメートル、体重おおよそ109キログラム。本名をトーマス・ヴェーバー(Thomas Weber)といい、『ブレード・ビッチ・プロジェクト』(Blade Bytch Project)と『ウィッチブレード』(Witchblade)という代名詞を携え持った。

## 来歴
ドイツ中西部のキルヒェンという町に生まれ、1993年―17歳の時にプロレスラーの経歴を始動。トレーナーとなったのは、ともにカナダ出身のブレット・ハートとオーエン・ハート、およびマーティー・ショーというドイツ出身のプロレスラーであった。
2000年の5月にノーザン・アマチュア・レスリング・アライアンス(NAWA)というドイツのプロレス団体の一王座を獲得。更には同年のうちにエイジ・クチナワとの一戦を制し同団体のヘビー級王座を獲得し、それから翌年の半ばに至るまでこの王座に君臨し続けた。
2001年から参戦し始めたウエストサイド・エクストリーム・レスリング(wXw)にあっては、さっそくシグマスタ・ラッポと組んだ『ユーロ・スリート』という名のタッグチームで、アーレス∽ダブルC組による『スイス・マネー・ホールディング』を下しタッグ王座を獲得。そして空位となっていたヘビー級王座を獲得するも、おおよそ2ヶ月の保持期間を経てクリス・ザ・バンビキラーとの一戦に敗れ陥落した。
のちにこの団体のタッグ王座を2度にわたって獲得。そして2004年、28歳でプロレスラーを引退した。

## 外部
- 公式ウェブサイト （ドイツ語）